# Jolanda Neff
Jolanda Neff (Thal, 5 gennaio 1993) è una mountain biker, ciclista su strada e ciclocrossista svizzera che corre per il team Trek Factory Racing. Specialista del cross country, in tale specialità ha vinto il titolo olimpico nel 2021 a Tokyo, un titolo mondiale Elite, tre Coppe del mondo e quattro titoli europei Elite. Attiva anche su strada, è stata due volte campionessa nazionale in linea.

## Carriera
È figlia di Markus Neff, team manager ed ex biker. Dopo le vittorie in gare di coppa del mondo di cross country tra le Juniores nel biennio 2010-2011, debutta tra le Elite/Under-23 nel 2012. Nel 2012 e nel 2013 è campionessa del mondo Under-23 di cross country; nel 2014 vince quindi sia la coppa del mondo Elite che il titolo mondiale Under-23 di specialità.
Nel giugno 2015 partecipa alla prima edizione dei Giochi europei, a Baku, aggiudicandosi la gara di cross country davanti alla connazionale Kathrin Stirnemann. Nello stesso mese vince la corsa in linea dei campionati svizzeri su strada, mentre in luglio diventa campionessa europea di mountain bike ancora nella specialità del cross country. In stagione conquista anche la sua seconda coppa del mondo Elite di cross country, e si piazza nona in linea ai campionati del mondo su strada di Richmond.
Nel giugno 2016 non difende il suo titolo di campionessa svizzera su strada per partecipare ai campionati del mondo di mountain bike marathon a Laissac, in Francia, riuscendo a vincere la gara alla sua seconda partecipazione in questa competizione. Nell'agosto seguente partecipa anche alla prova su strada dei Giochi olimpici di Rio de Janeiro, concludendo con un ottavo posto.

## Palmarès

### Mountain biking
- 2010 (Juniors)

4ª prova Coppa del mondo, Cross country Juniors (Champéry)
5ª prova Coppa del mondo, Cross country Juniors (Val di Sole)
- 2011 (Juniors)

3ª prova Coppa del mondo, Cross country Juniors (Offenburg)
6ª prova Coppa del mondo, Cross country Juniors (Nové Město na Moravě)
7ª prova Coppa del mondo, Cross country Juniors (Val di Sole)
- 2012

Nové Město na Moravě, Under-23
Campionati europei, Cross country Under-23
Windham, Under-23
Campionati svizzeri, Cross country Under-23
Campionati del mondo, Cross country Under-23
- 2013

Campionati svizzeri, Cross country Under-23
Campionati del mondo, Cross country Under-23
- 2014

Cyprus Sunshine Cup
Voroklini
Swiss Cup
Montichiari
1ª prova BMC Racing Cup, Cross country (Lugano/Tesserete)
1ª prova Coppa del mondo, Cross country (Pietermaritzburg)
4ª prova BMC Racing Cup, Cross country (Gränichen)
6ª prova BMC Racing Cup, Cross country (Lenzerheide)
Campionati svizzeri, Cross country
5ª prova Coppa del mondo, Cross country (Mont-Sainte-Anne)
7ª prova BMC Racing Cup, Cross country (Basilea/Muttenz)
7ª prova Coppa del mondo, Cross country (Méribel)
Campionati del mondo, Cross country Under-23
prova MTB-Bundesliga, Cross country (Bad Salzdetfurth)
Jelenia Góra Trophy Maja Włoszczowska MTB Race, Cross country (Jelenia Góra)
- 2015

1ª prova BMC Racing Cup, Cross country (Schaan)
2ª prova BMC Racing Cup, Cross country (Lugano/Tesserete)
Swiss Bike Cup / Bike Days Solothurn
1ª prova Coppa del mondo, Cross country (Nové Město na Moravě)
2ª prova Coppa del mondo, Cross country (Albstadt)
4ª prova BMC Racing Cup, Cross country (Gränichen)
Giochi europei, Cross country
Campionati europei, Cross country
4ª prova Coppa del mondo, Cross country (Mont-Sainte-Anne)
Flückiger Cross
- 2016[7]

1ª prova Swiss Bike Cup, Cross country (Rivera)
Gold Trophy Sabine Spitz, Cross country (Bad Säckingen)
2ª prova Swiss Bike Cup, Cross country (Buchs)
Campionati europei, Cross country
Campionati europei, Staffetta a squadre (con Marcel Guerrini, Vital Albin e Lars Forster)
3ª prova Coppa del mondo, Cross country (La Bresse)
4ª prova Swiss Bike Cup, Cross country (Gränichen)
Campionati del mondo, Marathon
Campionati svizzeri, Cross country
Hadleigh Park International, Cross country (Hadleigh Park)
5ª prova Swiss Bike Cup, Cross country (Basilea/Muttenz)
6ª prova Coppa del mondo, Cross country (Vallnord)
Classifica finale Swiss Epic, Cross country (con Alessandra Keller)
- 2017[7]

3ª prova Swiss Bike Cup, Cross country (Soletta)
Campionati svizzeri, Cross country
6ª prova Coppa del mondo, Cross country (Val di Sole)
Campionati del mondo, Cross country
Campionati del mondo, Staffetta a squadre (con Filippo Colombo, Sina Frei, Joel Roth e Nino Schurter)
- 2018[7]

Open de España, Cross country (Chelva)
2ª prova Coppa del mondo, Cross country (Albstadt)
4ª prova Swiss Bike Cup, Cross country (Gränichen)
Campionati svizzeri, Cross country
Campionati europei, Cross country
6ª prova Coppa del mondo, Cross country (Mont-Sainte-Anne)
7ª prova Coppa del mondo, Cross country (La Bresse)
Campionati del mondo, Staffetta a squadre (con Filippo Colombo, Sina Frei, Alexandre Balmer e Nino Schurter)
- 2019[7]

Bike the Rock, Cross country (Heubach)
Campionati svizzeri, Cross country
3ª prova Coppa del mondo, Cross country short track (Vallnord)
Campionati europei, Cross country
5ª prova Coppa del mondo, Cross country short track (Val di Sole)
7ª prova Swiss Bike Cup, Cross country (Basilea/Muttenz)
Tokyo 2020 Test Event, Cross country (Izu)
Campionati del mondo, Staffetta a squadre (con Janis Baumann, Sina Frei, Joel Roth e Nino Schurter)
- 2020[7]

Campionati svizzeri, Cross country
- 2021[7]

1ª prova Internazionali d'Italia, Cross country (Andora)
Campionati svizzeri, Cross country
Giochi olimpici, Cross country
Maja Włoszczowska MTB Race, Cross country (Jelenia Góra)
- 2022[7]

Internacionales XCO Chelva, Cross country (Chelva)
1ª prova MTB-Bundesliga, Cross country (Obergessertshausen)
CIMTB Michelin, Cross country (Petrópolis)
3ª prova Coppa del mondo, Cross country short track (Nové Město na Moravě)
Campionati svizzeri, Cross country short track
8ª prova Coppa del mondo, Cross country short track (Mont-Sainte-Anne)
8ª prova Coppa del mondo, Cross country (Mont-Sainte-Anne)
- 2025

Banyoles
San Zeno Di Montagna - Verona
Rivera
Zanzenbergrennen

#### Altri successi
- 2014

Classifica finale Coppa del mondo, Cross country
- 2015

Classifica finale Coppa del mondo, Cross country
- 2018

Classifica finale Coppa del mondo, Cross country

### Strada
- 2011 (Juniores)

Campionati svizzeri, Prova in linea Juniores
- 2015 (Servetto-Footon, una vittoria)

Campionati svizzeri, Prova in linea
- 2016 (Servetto-Footon, tre vittorie)

1ª tappa Tour de Pologne (Zakopane > Zakopane)
3ª tappa Tour de Pologne (Bukowina Tatrzańska > Bukowina Tatrzańska)
Classifica generale Tour de Pologne
- 2018 (una vittoria)

Campionati svizzeri, Prova in linea
- 2023 (tre vittorie)

3ª tappa Trofeo Ponente in Rosa (Pietra Ligure > Laigueglia, con la nazionale svizzera)
4ª tappa Trofeo Ponente in Rosa (San Bartolomeo al Mare > Diano Marina, con la nazionale svizzera)
Classifica generale Trofeo Ponente in Rosa (con la nazionale svizzera)

#### Altri successi
- 2016 (Servetto-Footon)

Classifica a punti Tour de Pologne
- 2023

Classifica a punti Trofeo Ponente in Rosa (con la nazionale svizzera)

### Ciclocross
- 2015-2016 (una vittoria)

Flückiger Cross (Madiswil)
- 2017-2018 (due vittorie)

Radquer Bern, 2ª prova EKZ CrossTour (Berna)
6ª prova EKZ CrossTour (Meilen)
- 2018-2019 (tre vittorie)

Grote Prijs Sven Nys, 6ª prova IJsboerke Ladies Trophy (Baal)
5ª prova EKZ CrossTour (Meilen)
Campionati svizzeri, gara Elite
- 2019-2020 (una vittoria)

Cyclo-Cross Collective Cup #1 (Waterloo)
- 2021-2022 (una vittoria)

Cyclo-Cross Collective Cup #1 (Waterloo)
- 2022-2023 (una vittoria)

North Carolina Grand Prix - Day 1

### Pista
- 2016

Grenchen,Omnium

## Piazzamenti

### Classiche monumento
- Liegi-Bastogne-Liegi

2019: 23°

### Competizioni mondiali

#### Mountain biking
- Campionati del mondo

Champéry 2011 - Cross country Junior: 4ª
Saalfelden 2012 - Cross country Under-23: vincitrice
Saalfelden 2012 - Cross country eliminator: 2ª
Pietermaritzburg 2013 - Cross c. U23: vincitrice
Pietermaritzburg 2013 - Cross country eliminator: 2ª
Hafjell 2014 - Cross country Under-23: vincitrice
Hafjell 2014 - Staffetta a squadre: 2ª
Vallnord 2015 - Staffetta a squadre: 4ª
Vallnord 2015 - Cross country Elite: 9ª
Nové Město na Moravě 2016 - Cross country Elite: 8ª
Cairns 2017 - Staffetta a squadre: vincitrice
Cairns 2017 - Cross country Elite: vincitrice
Lenzerheide 2018 - Staffetta a squadre: vincitrice
Lenzerheide 2018 - Cross country Elite: 4ª
Mont-Sainte-Anne 2019 - Staffetta a sq.: vincitrice
Mont-Sainte-Anne 2019 - Cross country Elite: 2ª
Leogang 2020 - Cross country Elite: 6ª
Val di Sole 2021 - Cross c. short track: 5ª
Val di Sole 2021 - Cross country Elite: 4ª
Les Gets 2022 - Cross c. short track: 4ª
Les Gets 2022 - Cross country Elite: 2ª
Glasgow 2023 - Cross c. short track: 9ª
Glasgow 2023 - Cross country Elite: 9ª
Les Gets 2022 - Cross c. short track: 4ª
Vallnord 2024 - Cross country Elite: 35ª
- Campionati del mondo di marathon

Laissac 2016: vincitrice
Singen 2017: 4ª
Danimarca 2022: 3ª
Stati Uniti 2024: 4ª
- Coppa del mondo

2012 - Cross country Under-23: 3ª
2013 - Cross country Elite: 7ª
2013 - Cross country eliminator: 4ª
2014 - Cross country Elite: vincitrice
2014 - Cross country eliminator: 15ª
2015 - Cross country Elite: vincitrice
2016 - Cross country Elite: 6ª
2017 - Cross country Elite: 4ª
2018 - Cross country Elite: vincitrice
2019 - Cross country Elite: 2ª
2021 - Cross country Elite: 11ª
- Giochi olimpici

Rio de Janeiro 2016 - Cross country: 6ª
Tokyo 2020 - Cross country: vincitrice

#### Strada
- Campionati del mondo

Toscana 2013 - In linea Elite: 29ª
Richmond 2015 - In linea Elite: 9ª
Innsbruck 2018 - In linea Elite: 22ª
- Giochi olimpici

Rio de Janeiro 2016 - In linea: 8ª

#### Ciclocross
- Campionati del mondo

Bogense 2019 - Elite: 5ª
- Coppa del mondo[8]

2017-2018: 26ª
2018-2019: 38ª
2019-2020: 48ª

### Competizioni europee
- Campionati europei di mountain bike

Haifa 2010 - Cross country Junior: 5ª
Dohňany 2011 - Cross country Junior: vincitrice
Mosca 2012 - Cross country Under-23: vincitrice
Berna 2013 - Staffetta a squadre: 2ª
Berna 2013 - Cross country Under-23: 4ª
St. Wendel 2014 - Cross country eliminator: 5ª
St. Wendel 2014 - Cross country Under-23: 2ª
Chies d'Alpago 2015 - Cross country Elite: vincitrice
Huskvarna 2016 - Staffetta a squadre: vincitrice
Huskvarna 2016 - Cross country Elite: vincitrice
Darfo Boario Terme 2017 - Cross country Elite: ritirata
Glasgow 2018 - Cross country Elite: vincitrice
Brno 2019 - Cross country Elite: vincitrice
Monte Tamaro 2020 - Cross country Elite: ritirata
Monaco di Baviera 2022 - Cross country Elite: 4ª
Polonia 2023 - Cross country Elite: 4ª
- Campionati europei di mountain bike marathon

Singen 2015: 2ª
- Giochi europei

Baku 2015 - Cross country: vincitrice